# Mancomunitat dels Quatre Pobles

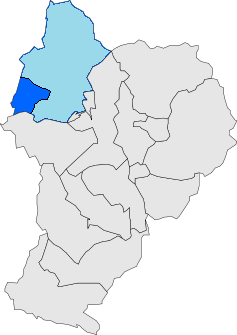
La Mancomunitat, respecte de l'actual terme d'Alt Àneu

La Mancomunitat dels Quatre Pobles era un territori comunal d'aprofitament dels recursos dels pobles de València d'Àneu, Esterri d'Àneu, Son i Sorpe. Formava un territori independent de qualsevol terme municipal, i era administrat, com a mancomunitat, per un consorci dels municipis dels pobles esmentats. La seva extensió era de 23,97 km², i es tractava d'un territori totalment despoblat.
Amb la fusió de València d'Àneu, Son, Sorpe i Isil l'any 1970 per formar el municipi d'Alt Àneu la Mancomunitat dels Quatre Pobles passà a formar-ne part.
L'únic lloc habitat de la Mancomunitat dels Quatre Pobles era el santuari de la Mare de Déu de les Ares, amb el Refugi de les Ares al costat, amb servei de restaurant.

## Geografia

### Límits de la Mancomunitat
Els límits de la Mancomunitat dels Quatre Pobles eren d'una banda amb dos dels antics municipis que s'han unit amb la Mancomunitat en el nou terme d'Alt Àneu. D'altra banda, a migdia, la Mancomunitat era limítrof amb el terme municipal d'Espot, i, finalment, al sector nord-oest, feia costat a la Vall d'Aran, a l'actual terme de Naut Aran, i antic municipi de Tredòs.

#### Límit amb l'antic terme deValència d'Àneu
Comença aquesta descripció en l'afluència del Riu de Cabanes en el de la Bonaigua, al costat sud-oest del veïnat de la Bonaigua de Baix. En aquest lloc es trobaven els termes de la Mancomunitat dels Quatre Pobles, de València d'Àneu i de Sorpe. Aquest termenal era breu, ja que remuntava el curs del Riu de Cabanes, la Vall de Cabanes, poc més d'un quilòmetre i mig. Llavors s'enfilava pel contrafort nord del Cap de la Pala del Tésol fins a trobar el tritermenal entre la Mancomunitat dels Quatre Pobles, València d'Àneu i Son.

##### Límit amb l'antic terme deSon
Des del punt anterior, el termenal amb Son pujava de dret cap a ponent fins al cim del Pui de la Bonaigua (2.778,1 metres d'altitud), des d'on, seguint la carena superior, s'adreçava cap al sud-oest, passant pel Coll de Xemeneies (2.572,1), el Pic de Xemeneies (2.827,5), los Tres Puis (2.811,1), i el Coll de Bassiero (2.739,7), a prop i a migdia del qual es trobava, en el contrafort nord dels Pics de Bassiero, el termenal entre Son, la Mancomunitat dels Quatre Pobles i Espot.

##### Límit amb el terme municipal d'Espot
El termenal amb Espot pren la forma d'unes dents de serra tant sobre el mapa com en alçat, i segueix una carena de força altitud: els Pics de Bassiero (2.903,5 metres d'altitud), el Canal de la Trampa (2.727,1), el Pic d'Amitges (2.848,5), el Pic de Saboredo (2.829,5) i la Serra de Saboredo, fins que, a l'extrem occidental d'aquesta serra, al Port de Ratera (2.542,8), es troba el termenal triple entre Espot, la Mancomunitat dels Quatre Pobles (ara, terme municipal d'Alt Àneu) i Tredòs (actualment, terme municipal de Naut Aran).

##### Límit amb l'antic terme deTredòs(ara,Naut Aran)
Des del Port de Ratera, aquest termenal es dirigeix cap al nord, però fent diverses girades per mor dels relleus que travessa. En primer lloc, del port davalla cap a llevant del Circ de Saboredo, passa pel mig del Llac Naut de Saboredo, tot seguit pel mig del Llac Major de Saboredo, on gira en angle recte cap a ponent per anar a cercar l'extrem nord del Lac de Naut, torna a girar en angle recte cap al nord, i segueix pel Lac deth Miei i pel Lac de Baish, des d'on segueix cap al nord, aigües avall, pel Riu de Saboredo. Passa pel Barratge de Saboredo i, sempre riu avall, el riu de Saboredo es transforma en l'Arriu de Ruda, travessant el Bosc de Locampo. En arribar als Prats de Locampo, on el riu torç cap al nord-nord-oest, el termenal abandona la llera del riu i puja per un coster de dret cap al nord, en direcció al Port de la Bonaigua, fins que arriba al punt, al nord-oest del port, on es trobaven els termenals de Tredòs, la Mancomunitat dels Quatre Pobles (ara, Alt Àneu) i Sorpe (ara, també d'Alt Àneu).

##### Límit amb l'antic terme deSorpe
Des d'aquest punt, el termenal entre la Mancomunitat i Sorpe seguia sempre aigües avall el Riu de la Bonaigua, fins al punt on s'ha iniciat aquesta descripció, sempre en direcció est-sud-est. Gairebé tota l'estona el termenal segueix pel sud de la carretera C-28, llevat del tram en què la carretera fa una sèrie de tancats revolts, on travessa diverses vegades el riu.